# Nicolas Dessum
Nicolas Dessum (* 20. Februar 1977 in Lyon) ist ein ehemaliger französischer Skispringer.

## Werdegang
Dessum begann 1983 mit dem Skispringen und trat seit 1993 im Skisprung-Weltcup an.
Neben Didier Mollard gehört er zu den erfolgreichsten Skispringern Frankreichs.
So belegte er 1995 den 5. Platz in der Gesamtwertung der Vierschanzentournee und erreichte im gleichen Jahr einen Weltcup-Sieg in Sapporo. In der Gesamtwertung belegte er in der Saison 1994/95 den 12. Platz. In der Saison 1998/99 belegte er in der Weltcup-Gesamtwertung den 14. Platz, eine Saison später reichte es noch zu Platz 19. Darüber hinaus wurde Dessum mehrfach französischer Meister. Ab der Saison 2000/2001 wurden Resultate in der erweiterten Weltspitze seltener und im Jahre 2006 beendete Dessum seine Karriere.
2007 wurde Dessum Leiter des neuen Trainingszentrums in Courchevel.

## Erfolge

### Weltcupsiege im Einzel
| Nr. | Datum           | Ort     | Typ         |
| --- | --------------- | ------- | ----------- |
| 1.  | 22. Januar 1995 | Sapporo | Großschanze |

### Weltcup-Platzierungen
| Saison  | Platz | Punkte |
| ------- | ----- | ------ |
| 1993/94 | 23.   | 166    |
| 1994/95 | 12.   | 443    |
| 1995/96 | 46.   | 077    |
| 1996/97 | 18.   | 328    |
| 1997/98 | 37.   | 130    |
| 1998/99 | 14.   | 454    |
| 1999/00 | 19.   | 282    |
| 2000/01 | 46.   | 068    |
| 2001/02 | 42.   | 067    |
| 2002/03 | 64.   | 016    |
| 2003/04 | 48.   | 049    |
| 2004/05 | 58.   | 022    |